# 12413 Johnnyweir
12413 Johnnyweir è un asteroide della fascia principale. Scoperto nel 1995, presenta un'orbita caratterizzata da un semiasse maggiore pari a 2,4301075 UA e da un'eccentricità di 0,1910856, inclinata di 3,85492° rispetto all'eclittica.
L'asteroide è dedicato al pattinatore di figura statunitense Johnny Weir su suggerimento dei suoi fan russi.